# Тіно Буацеллі
Агостіно «Тіно» Буацеллі (італ. Tino Buazzelli; 13 вересня 1922 — 20 жовтня 1980) — італійський актор театру, телебачення та кіно. Він знявся в 46 фільмах між 1948 і 1978 роками.
Після диплому про освіту Тіно Буацеллі вступив до Національної академії драматичного мистецтва в Римі, яку закінчив у 1946 році. Він дебютував наступного року в сценічній компанії «Мальтальяті-Гассман». Дебютував у кіно в 1948 році у фільмі Ріккардо Фреда «Таємничий лицар». Найважливіші успіхи Буацеллі пов'язані з театром, зокрема кількома сценічними творами, зіграними в Малому театрі в Мілані в період з п'ятдесятих до шістдесятих років, і його інтерпретація «Життя Галілея» Брехта (1963) вважається піком його кар'єри. Буацеллі також мав значний телевізійний успіх, як Ніро Вульф у серії телевізійних фільмів, знятих між 1969 і 1971 роками.

## Вибрана фільмографія
- 1953 — «Ворог суспільства № 1» / (L'ennemi de public No 1) — Паркер, комісар поліції
- 1966 — «Полювання на лиса» / (Caccia alla volpe) — Сепі